# Protoxerus aubinnii
Protoxerus aubinnii là một loài động vật có vú trong họ Sóc, bộ Gặm nhấm. Loài này được Gray mô tả năm 1873.